# Чернялка
Чернялка или Черньолка е река в Северна България, област Ловеч – община Ловеч и Област Плевен – община Плевен, десен приток на река Вит. Дължината ѝ е 27,6 km.
Река Черньолка извира на 425 m н.в., на 1,5 km северозападно от Лисец, община Ловеч. До Ралево има северно направление, а след това завива на северозапад, като по цялото си протежение тече в карстово ждрело със стръмни, на места отвесни склонове. Прорязва най-южните части на Плевенските височини, изградени от горнокредни варовици и глинесто-песъчливи скали. Особено живописен е каньонът на реката между селата Горталово и Къртожабене. Дължината на ждрелото е 28 km, площта му е 449,2 ha. През 1969 г. територията около него е обявена за природна забележителност. Влива се отдясно в река Вит при село Търнене, на 66 m н.в.
Притоци – → ляв приток, ← десен приток:
- → Сушица
- ← Пърчовица
- ← Къшински дол

Реката има ясно изразен пролетен (март-юни) максимум и лятно-есенен (юли-октомври) минимум. Подхранването на реката е главно от карстови води.
По течението на реката в Община Плевен са разположени 6 села: Николаево, Ласкар, Ралево, Горталово, Къртожабене и Търнене.
Водите на Чернялка се използват за напояване, като за целта по течението ѝ и по притоците ѝ са изградени множество микроязовири. Те спомагат и за регулирането оттока на реката, която много често през пролетта причинява наводнения.

## Топографска карта
- Лист от карта K-35-26. Мащаб: 1 : 100 000.
- Лист от карта K-35-14. Мащаб: 1 : 100 000.